# 巨獵豹
巨獵豹（Acinonyx pardinensis）是史前已滅絕的貓科動物，是現今獵豹的近親。巨獵豹的生活模式及身體特徵可能很像獵豹，唯一不同的是巨獵豹有獅子的體型。牠們於冰河時期分佈於歐亞大陸及亞洲。

## 描述
巨獵豹的外型和習性與現存的獵豹十分近似，不過體型大上許多，肩高 90 cm（35英寸），體長不含尾巴為 200 cm（79英寸），尾長 140 cm（55英寸），體重約 79.37—100（175.0—220.5磅）。牠們也是依靠速度捕捉獵物，但由於牠們的體型較大，奔跑的速度可能低於現存的獵豹。

## 棲息與分布
巨獵豹分布於更新世早期至中期的歐亞大陸，包括德國、法國、中國、印度。